# Приовражне (зупинний пункт)
Приовра́жне — пасажирський залізничний зупинний пункт Лиманської дирекції Донецької залізниці на лінії Маріуполь-Порт — Волноваха між станціями Асланове (3 км) та Кальчик (4 км).
Розташований у Маріупольському районі Донецької області поблизу дачного кооперативу. За декілька кілометрів розташовані околиці села Зоря та за 5-6 км власне село Приовражне.
На цій ділянці існують чималі віражі та перехил між коліями, тому саме на перегоні Асланове — Кальчик в районі села Приовражне щонайменше раз на рік трапляються аварії вантажних поїздів через перевищення швидкості, несправності колісних пар, деструктивності залізничного полотна або перевантаження вагонів.
На платформі зупиняються приміські електропоїзди.